# Comté de Dundy
Le comté de Dundy est un comté de l'État du Nebraska, aux États-Unis. Il est situé à l'angle de l'État avec le Colorado et le Kansas. Son siège est la ville de Benkelman.